# Literatura española del Barroco

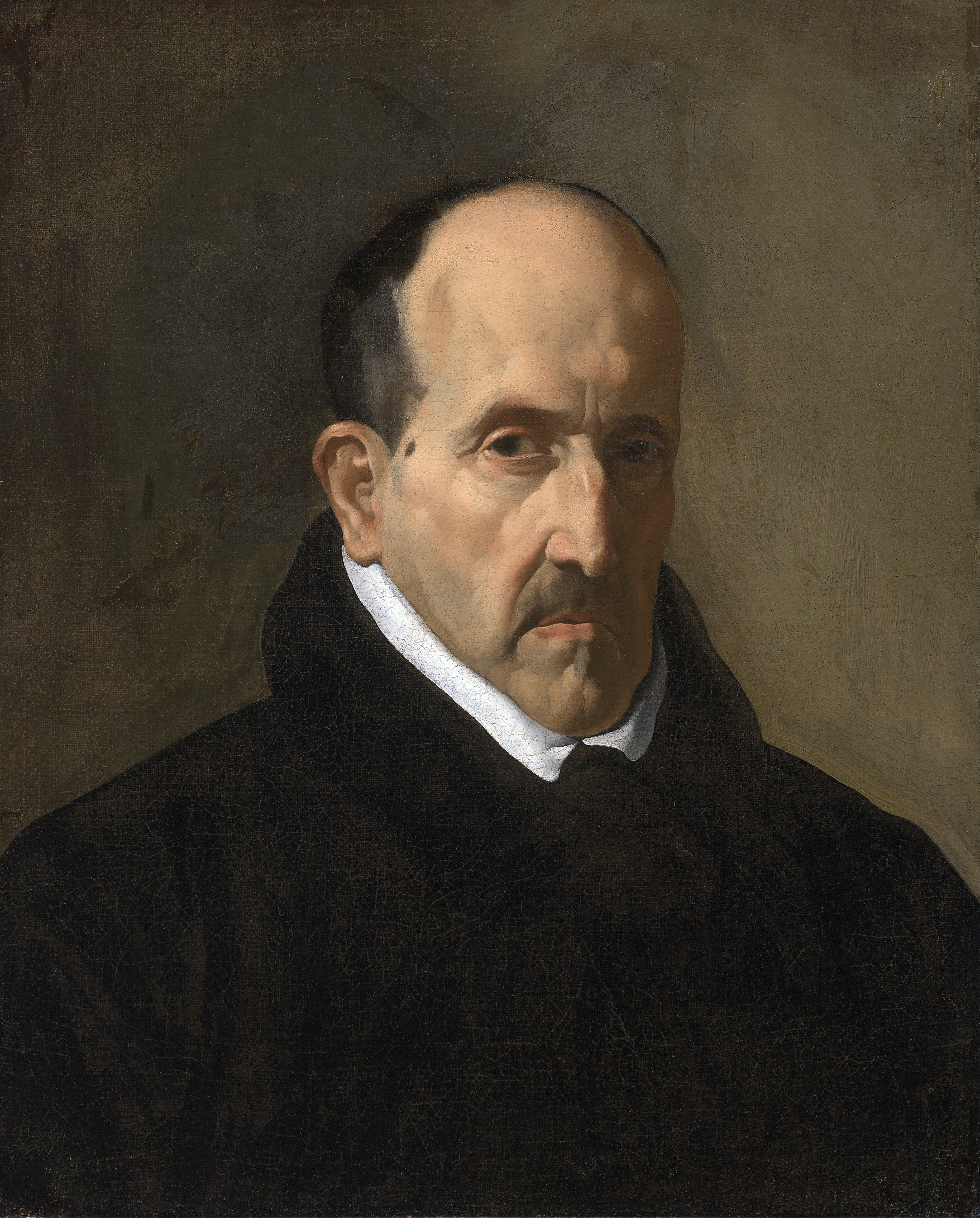
Luis de Góngora, óleo de Velázquez.

La literatura española del Barroco es un periodo de creación literaria que abarca aproximadamente desde las obras iniciales de Góngora y Lope de Vega, en la década de 1580, hasta bien entrado el siglo XVIII. El siglo más característico del barroco literario español es el XVII, en el que alcanzan su cénit prosistas como Baltasar Gracián y Francisco de Quevedo, dramaturgos como Lope de Vega, Tirso de Molina, Calderón de la Barca y Juan Ruiz de Alarcón, o la producción poética de los citados Quevedo, Lope de Vega y Góngora.
Las características fundamentales de la literatura barroca española son la progresiva complejidad en los recursos formales y una temática centrada en la preocupación por el paso del tiempo y la pérdida de confianza en los ideales neoplatónicos del Renacimiento. Asimismo, cabe destacar la variedad y diversidad en los asuntos tratados, la atención al detalle y el afán de atraer a un público amplio, de lo que es ejemplo el auge de la comedia nueva lopesca. De la preocupación sensual dominante en el siglo XVI se pasa a un énfasis en los valores morales y lo didáctico, donde confluyen dos corrientes: el neoestoicismo y el neoepicureísmo. El Criticón de Gracián supone un punto de llegada en la reflexión barroca sobre el hombre y el mundo, la conciencia del desengaño, un pesimismo vital (pero no exento de esperanza) y una crisis de valores general.
Los géneros se mezclan, convive en Góngora la poesía lírica de estilo sublime de la Fábula de Polifemo y Galatea que hace virtud de la dificultad, con romances y letrillas satírico burlescas, de amplia difusión popular y las dos corrientes se hibridan en la Fábula de Píramo y Tisbe; Quevedo cultiva los poemas metafísicos y morales más trascendentes, al tiempo que escribe sobre asuntos de carácter bajo y hasta chocarrero (Gracias y desgracias del ojo del culo).
El teatro barroco español configura una escena popular y que ha perdurado como producción clásica para el teatro futuro. Los dramas filosóficos de Calderón de la Barca, de los que es ejemplo sobresaliente La vida es sueño, suponen un cénit en la producción dramática española y, como toda la literatura barroca, se inscribe en una época de esplendor que recibe el nombre genérico de Siglo de oro.

## Contexto histórico
El Barroco español se produce en medio de los llamados Siglos de Oro de la literatura española. España estuvo gobernada en ese lapso por tres monarcas: Felipe II, Felipe III y Felipe IV, este último hasta 1665. Felipe II, hijo y sucesor de Carlos V del Sacro Imperio Romano y I de España, por abdicación de este, tomó posesión del trono español en 1556.
Durante la centuria  anterior a esta, España había alcanzado su mayor unidad y extensión territorial. Por herencias, conquistas, convenios diplomáticos o matrimonios reales, llegaron a estar sometidas al cetro de Carlos V, Nápoles y Sicilia; Flandes, Alemania, Hungría y Portugal, aparte de las nuevas y ricas tierras de América. Por el contrario, a Felipe III y Felipe IV les tocó perder una a una todas las tierras europeas. Esto ocasionó graves problemas, religiosos, políticos, internos e internacionales.
El siglo XVII es muy peculiar en cuanto a arte se refiere. Durante este siglo gobernaron en España los Austrias menores, con validos o favoritos, y en muchos aspectos hay una «medievalización» de la vida española
Felipe III (1598-1621) hereda un gran imperio en bancarrota, pero también la enemistad con Inglaterra y los Países Bajos. El privado duque de Lerma traslada la Corte a Valladolid en 1600; seis años más tarde regresa a Madrid. Firma la paz con Inglaterra en 1604 y una tregua con los Países Bajos (1609-1621). Expulsa de la Península a los moriscos (1609), que generalmente trabajaban en el campo, lo que empobrece la agricultura y comercialmente el país. 

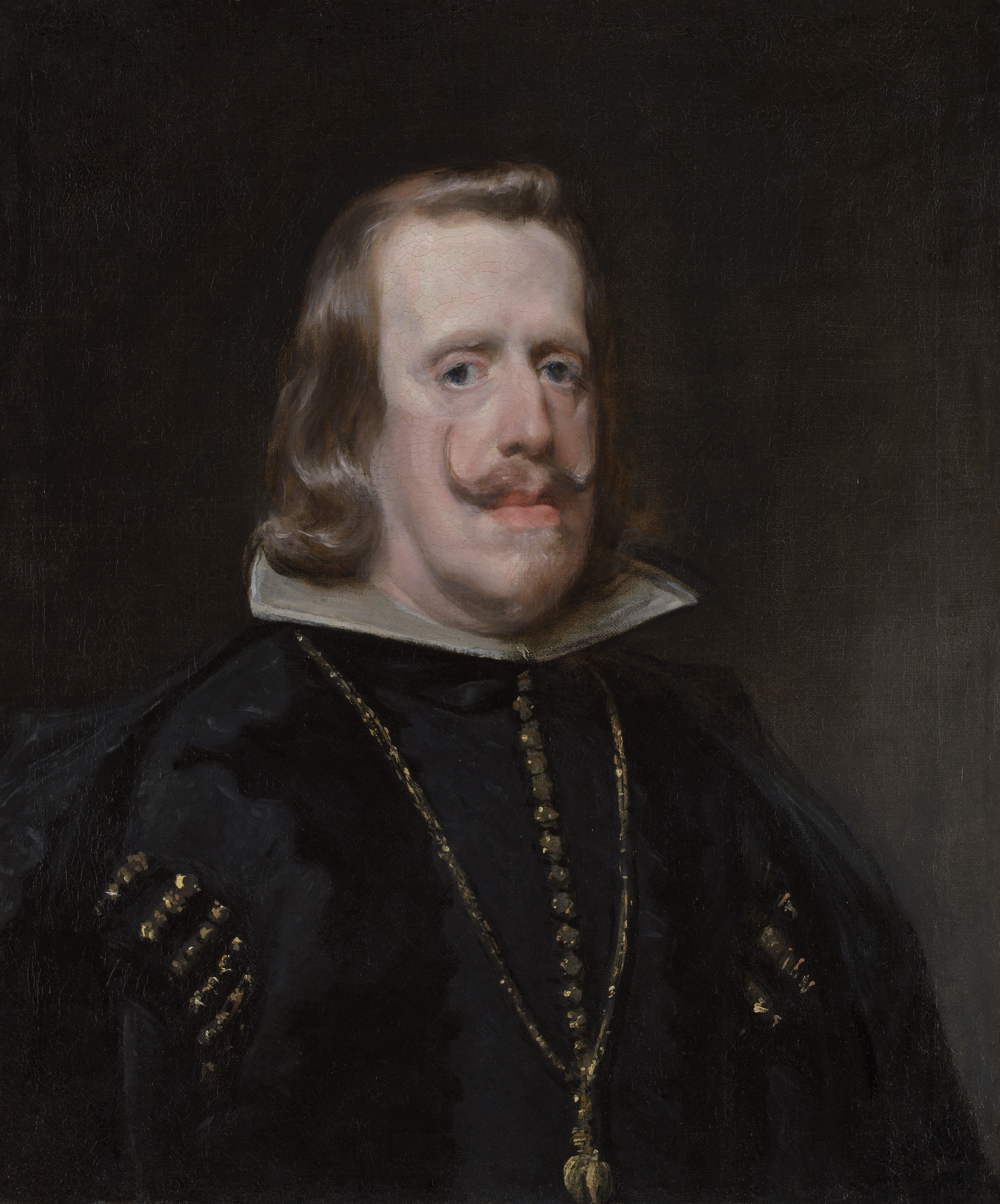
Felipe IV de España.

Al duque de Lerma lo sucederá el duque de Uceda. España interviene en la guerra de los Treinta Años. Los nobles aumentan su poder, mientras la economía se estanca y se introducen las monedas de cobre en lugar de las de oro y plata.
Felipe IV otorga el poder al conde-duque de Olivares, quien trata de mantener la supremacía española frente a Francia en la guerra iniciada en 1635, y el dominio en los Países Bajos. 
La presión fiscal y el descontento político general provocan la sublevación de Portugal (que logrará independizarse de la Monarquía Hispánica), Cataluña, Aragón, Navarra y Andalucía. Se inaugura el palacio del Buen Retiro, donde se celebrarán numerosas fiestas palaciegas. 
El conde-duque fue sustituido por Luis de Haro; en su destitución influyó una monja, sor María de Jesús de Ágreda, consejera del rey. En 1648 España firma el Tratado de Westfalia, por el que pierde territorios en los Países Bajos y Holanda consigue su independencia. 
En 1659 pone fin a la guerra con Francia en la Paz de los Pirineos. La pobreza, las epidemias y los elevados impuestos provocan un alarmante descenso de la población y la migración del campo a la ciudad; muchas zonas quedan despobladas, lo que perjudica a la economía nacional.

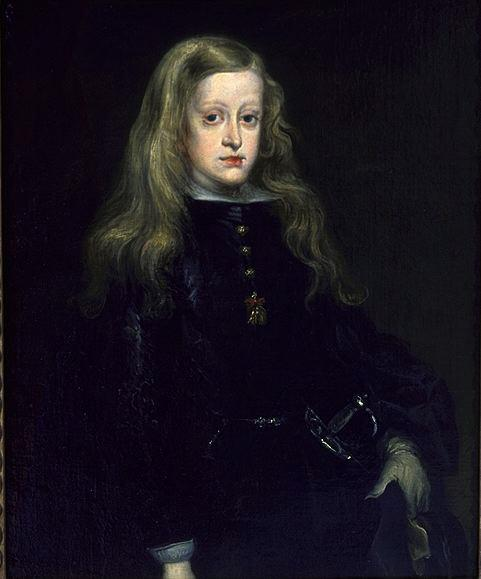
Carlos II de España.

Carlos II (1665-1700) es el último de los Austrias menores. Hereda el trono a los cuatro años, por lo que lo regenta su madre Mariana de Austria, ayudada por una junta de notables. 
Fue un rey débil y enfermizo, lo que le valió el apelativo de Hechizado. No dejó descendencia a ninguna de sus dos mujeres, lo que favoreció que los monarcas europeos se sintiesen atraídos por el territorio español y quisiesen repartírselo, incluso antes de su muerte. 
Las continuas guerras con Francia evidencian aún más la decadencia de España ante el poderío de aquella nación. Con Carlos II sin descendencia, nombra como heredero a Felipe de Anjou, futuro Felipe V, nieto del francés Luis XIV, lo que dio origen a la guerra de sucesión española.

## Características del Barroco

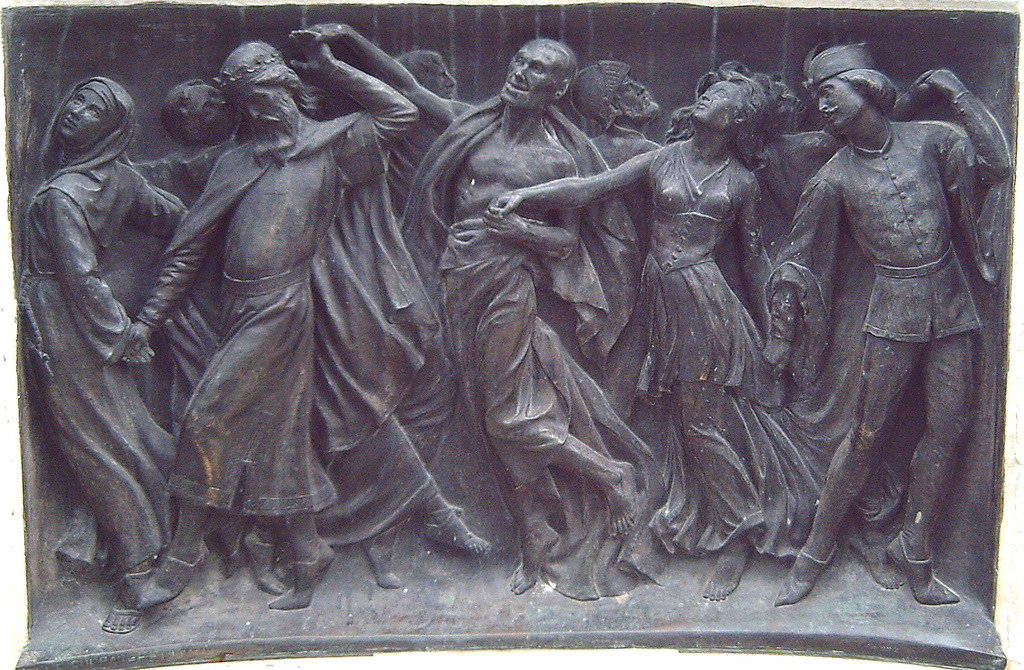
La Danza de la Muerte. Monumento a Calderón, Madrid.

El Barroco se caracteriza por lo siguiente:
- Pesimismo: El Renacimiento no consiguió su propósito de imponer la armonía y la perfección en el mundo, tal y como pretendían los humanistas, ni había hecho más feliz al hombre; las guerras y las desigualdades sociales seguían estando presentes; el dolor y las calamidades eran comunes en toda Europa. Se instala un pesimismo intelectual, cada vez más acentuado, unido al carácter desenfadado de que dan testimonio las comedias de aquella época y las truhanerías en que se basan las novelas picarescas.
- Sentimiento de vértigo por la inmensidad del cosmos, sin límite y sin centro. El hombre ya no es el centro del universo y por ello el ideario lleva al Hominem te esse cogita ("piensa que eres humano"), el reclamo contra la soberbia humana. Así pues, se da la pérdida de confianza en los ideales renacentistas y en la fe de las capacidades ilimitadas del ser humano.
- Desengaño: Como los ideales renacentistas fracasaron y, en el caso de España, el poder político estaba desvaneciéndose, el desengaño continúa y surge en la literatura, que en muchos casos recuerda a la de dos siglos antes, con la Danza de la Muerte o las Coplas a la muerte de su padre de Manrique. Quevedo dice que la vida está formada por «sucesiones de difunto»: en ellas se van convirtiendo los nacidos, desde los pañales hasta la mortaja con la que se cubren los cuerpos exánimes. Se entiende como una toma de conciencia acerca de la condición humana que es incierta e inmutable. En conclusión, nada tiene importancia, solo hay que conseguir la salvación eterna.
- Preocupación por el paso del tiempo (Tempus fugit) porque lleva rápidamente a la muerte y al olvido (Ubi sunt?).
- Retorno al neoplatonismo: la imperfección de los sentidos humanos y el engaño de la realidad empírica imposibilitan el conocimiento, pues no hay acceso a la esencia de las cosas. El conocimiento es una paradoja laberíntica, pues el lenguaje engaña, pero a la vez es la única vía de conocimiento.

## Actitud de los escritores
Ante la crisis barroca, los escritores españoles reaccionan de varias maneras:
- Evadiéndose: Tratan de desentenderse de la realidad, y lo hacen cantando hazañas o viejas glorias del pasado, o bien presentan un mundo ideal en que los problemas se resuelven debidamente y triunfa el orden. Este es el caso del teatro de Lope de Vega y sus seguidores. Otros, sin embargo, prefieren refugiarse en el mundo del arte y de la mitología, como es el caso de Góngora.
- Satirizando la realidad: Otro grupo de escritores opta por burlarse de la realidad, como Quevedo, Góngora en algunas ocasiones y la novela picaresca.
- Con estoicismo: Exponen su queja sobre la vanidad del mundo, la fugacidad de la belleza y de la vida, la fama transitoria. El máximo exponente de esta actitud fue Calderón de la Barca en los autos sacramentales.
- Moralizando: Critican los defectos o vicios proponiendo modelos de conducta acordes con la ideología política y religiosa de su época. Sus principales exponentes son la prosa narrativa y doctrinal de Gracián y Saavedra Fajardo.

## La prosa del

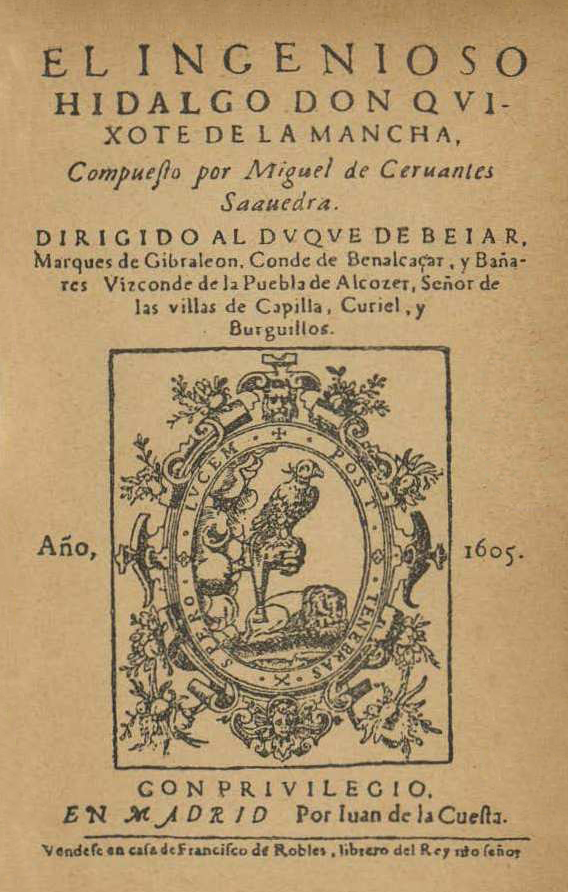
El ingenioso hidalgo don Quijote de la Mancha.

## La prosa delsigloXVII

### Miguel de Cervantes
La narrativa del XVII se abre con la figura de Miguel de Cervantes, quien en 1580 vuelve a España tras diez años de ausencia. 
Su primera obra impresa fue La Galatea, (Alcalá de Henares, 1585). Es una novela pastoril (véase lo dicho sobre ella en el Renacimiento) en seis libros de verso y prosa, según el modelo de la Diana de Montemayor; si bien se rompe con la tradición al introducir elementos realistas, como el asesinato de un pastor, o la agilidad de ciertos diálogos. 
En 1605 publica El ingenioso Hidalgo don Quijote de la Mancha, con éxito inmediato.  
En 1613 aparecen las Novelas ejemplares, colección de doce novelas cortas que buscan una ejemplaridad, aunque esta no siempre quede clara. 
La siguiente prosa cervantina fue El ingenioso caballero don Quijote de la Mancha (1615), segunda parte del Quijote. 
En 1617, un año después de morir Cervantes, aparecen Los trabajos de Persiles y Sigismunda. Se trata de una novela bizantina o novela griega, a imitación de Heliodoro (s. III d. C.) y su Historia etiópica de Teágenes y Cariclea, que relata, en cuatro libros, cómo Periandro y Auristela viajan desde las tierras septentrionales de Noruega o Finlandia hasta Roma para recibir cristiano matrimonio. Como es típico de este subgénero, a lo largo del periplo sufrirán peripecias o trabajos: la cautividad entre bárbaros, los celos de pretendientes de ambos amantes... La obra aprovecha recursos de las Novelas ejemplares, especialmente de las italianizantes, como el enredo, las confusiones, disfraces, etc.

### La prosa de Quevedo

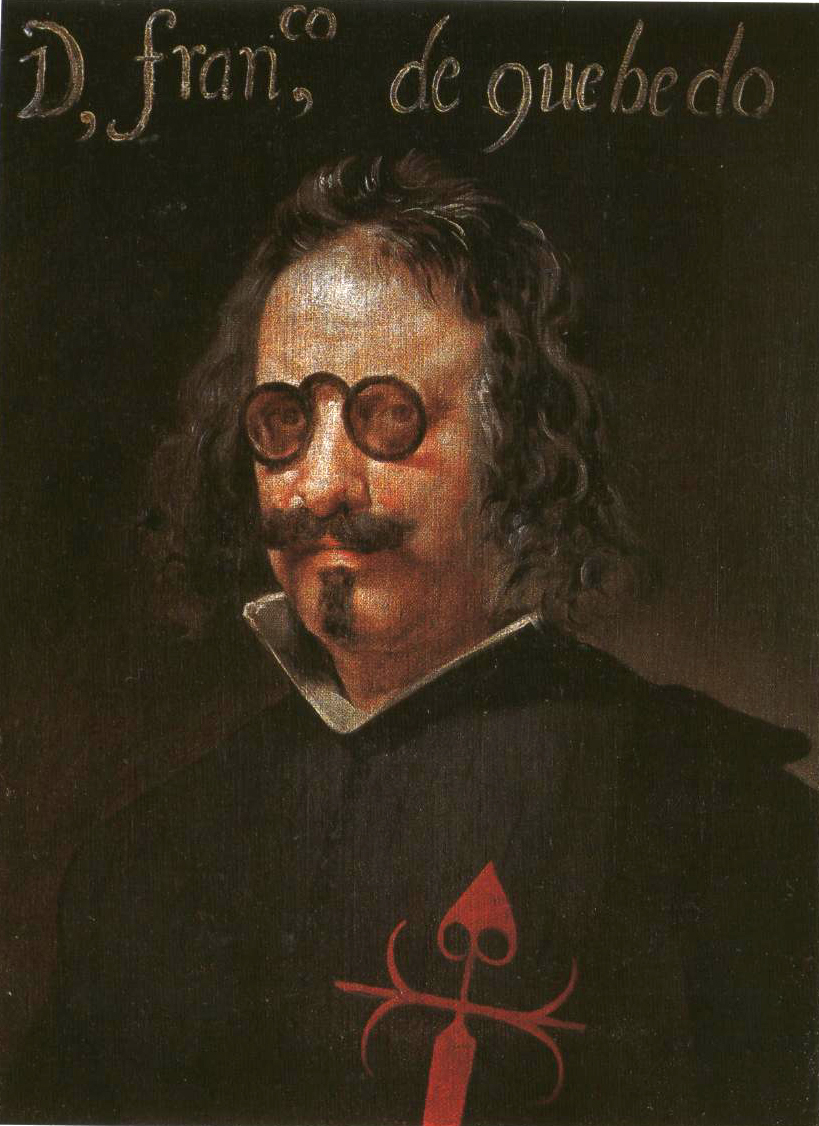
Francisco de Quevedo.

Francisco de Quevedo redacta hacia 1604 su primera obra en prosa de ficción: la novela picaresca titulada Historia de la vida del Buscón llamado don Pablos; ejemplo de vagamundos y espejo de tacaños.
Además, Quevedo cultivó la prosa satírica, política y moral en obras en que domina una moral estoica, de raigambre senequista y tratan asuntos como la crítica de arquetipos de la sociedad del barroco, la presencia constante de la muerte en la vida del hombre y el celo cristiano con que ha de conducirse la política
De 1605 data el primero de sus Sueños: El Sueño del Juicio narra la resurrección de los muertos, que responden de su vida. Es una sátira contra profesiones o estados sociales: juristas, médicos, carniceros... 
En 1619 escribe la Política de Dios, gobierno de Cristo y tiranía de Satanás, tratado político en el que expone una doctrina de buen gobierno o espejo de príncipes para un rey justo, que debe tener como modelo de conducta a Jesucristo. Es un tratado que se encuadra en la línea del antimaquiavelismo español, y propone una política exenta de intrigas y ajena a las malas influencias. 
Hacia 1636 concluye Quevedo su última gran prosa satírica, quizá de 1632: La hora de todos y la Fortuna con seso, inédita hasta 1650. En ella Júpiter le pide a la Fortuna que adjudique por una hora a cada uno lo que verdaderamente merece. Ello conduce a ver las falsas apariencias, la otra cara de la realidad y la verdad oculta tras los velos de la hipocresía, operando por antítesis. Así se da la paradoja de que los médicos son en realidad verdugos, los ricos, pobres pero ladrones, y, en definitiva, se presencia una galería de tipos sociales, oficios y estados que es satirizada implacablemente.

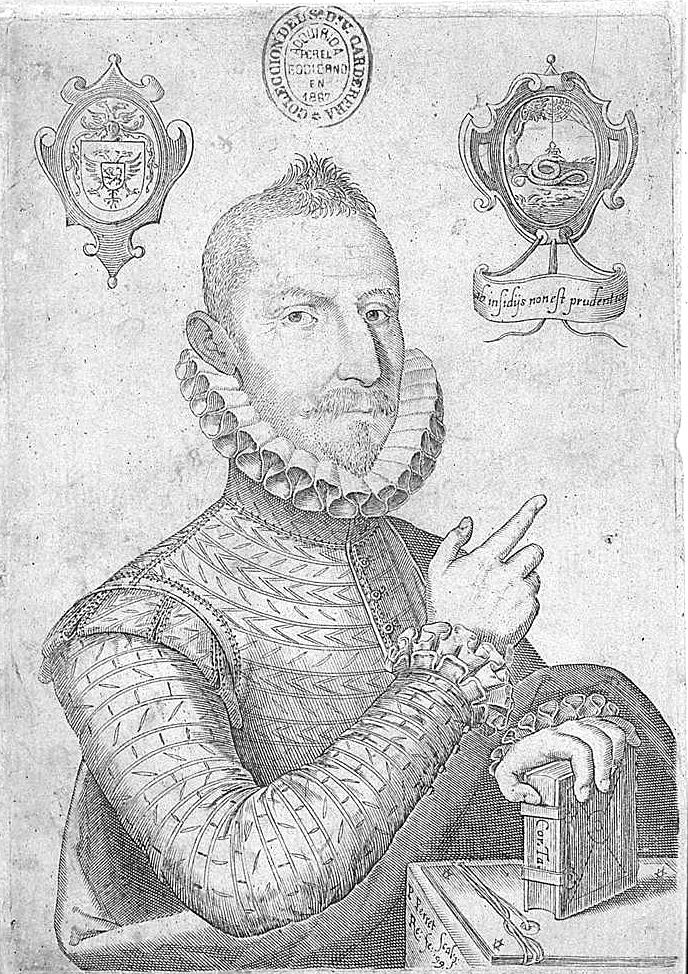
Mateo Alemán.

El Marco Bruto (1644) surge de glosas o comentarios a la biografía que sobre este estadista latino escribió Plutarco en sus Vidas paralelas.

### Otros prosistas del barroco
Lope de Vega, del que destacaremos las conocidas como Novelas a Marcia Leonarda (colección de novelas misceláneas, obras breves, de temática amorosa y técnica de enredo, que mezclan verso y prosa, ambientes exóticos —moriscos, judíos, etc.—, con erudición recargada y digresiones frecuentes y prolijas).
Mateo Alemán (Sevilla, 1547-México, ¿1615?), autor de la novela picaresca Guzmán de Alfarache, cuya primera parte fue editada en 1599. Esta obra estableció el canon del género, alcanzó un éxito formidable en España y Europa, y fue conocida por antonomasia como El pícaro de Alemán. En 1604 se publicó en Lisboa la segunda parte de esta obra. El éxito europeo de Guzmán de Alfarache fue formidable; se tradujo casi de inmediato al italiano en las prensas venecianas de Barezzi en 1606; en alemán se publicó en Múnich en 1615; J. Chapelain tradujo las dos partes de la novela al francés y las publicó en París en 1620; dos años después se estampaba en Londres la versión inglesa de James Mabbe que, en un prólogo extraordinario, dice del pícaro Guzmán que era «semejante al navío, que anda dando bordes en la ribera, y nunca acaba de tomar puerto».

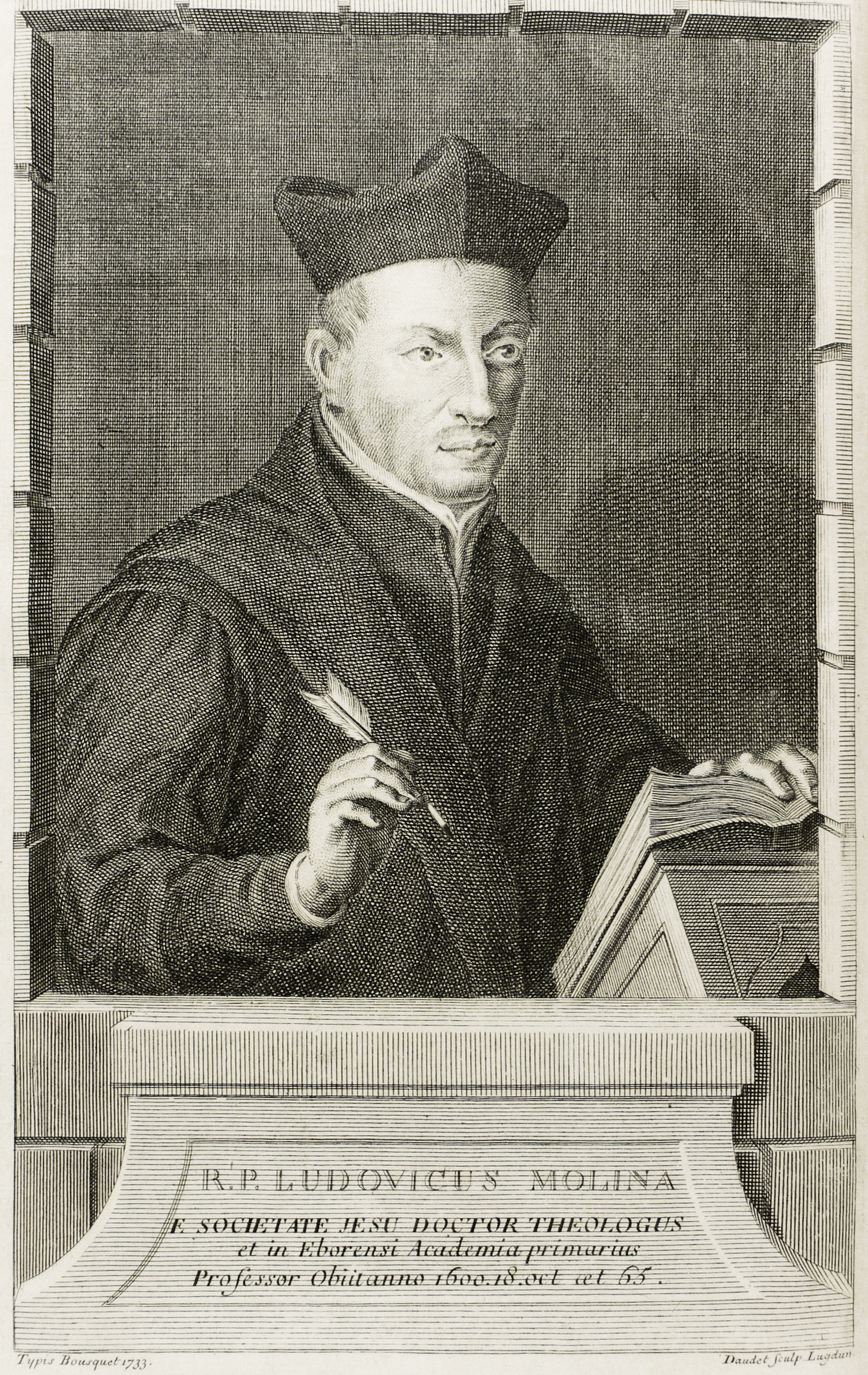
Luis de Molina.

Alonso de Castillo Solórzano (1584-antes de 1648), natural de Tordesillas (Valladolid), fue un novelista muy popular, autor de La niña de los embustes Teresa de Manzanares (1632), Aventuras del Bachiller Trapaza (1637) y La garduña de Sevilla y anzuelo de las bolsas (1642). Obras de corte picaresco en las que se mezclan novelas, poemas y algún entremés, como ya hemos visto en Lope de Vega.
No sin razón se considera a la madrileña María de Zayas y Sotomayor (1590-1661) segunda novelista del siglo, después de Cervantes. En 1637 aparecen sus Novelas amorosas y ejemplares, colección de diez relatos en que la temática erótica crea situaciones conflictivas y sorprendentes. 
Seguidor de Francisco de Quevedo y sevillano fue Luis Vélez de Guevara (1579-1644), autor de El diablo cojuelo (1641), sátira social acompañada de figuras alegóricas. 
La mitad del siglo se cierra con la Vida y hechos de Estebanillo González, hombre de buen humor (Amberes, 1646). Narra su vida (1608-1646) como criado de muchos amos y soldado en varias ocasiones. Presenta rasgos de la picaresca: estafas, peleas, engaños, borracheras, robos y prostitución.
La prosa filosófica brilla con Luis de Molina (1535-1600), iluminado establecido en Roma. Su doctrina apodada molinosismo tuvo una gran repercusión e influencia en los pensadores y escritores barrocos posteriores a él. Su pensamiento mezcla los principios de la religión con una elaborada filosofía moral.

### Baltasar Gracián

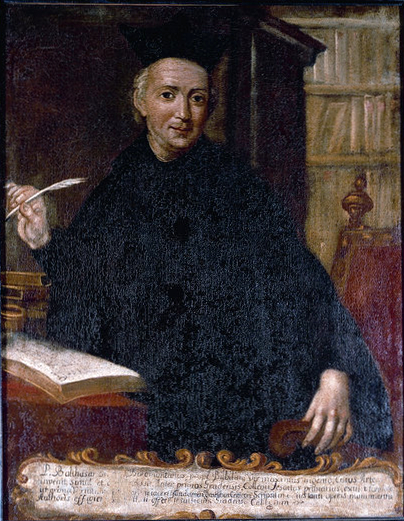
Baltasar Gracián.

La obra más importante de la segunda mitad de siglo es El Criticón (1651-1657) del jesuita aragonés Baltasar Gracián (1601-1658). Con ella, la novela española se resuelve en conceptos o abstracciones. La idea se impone sobre la figura concreta. Se trata de una novela filosófica escrita en forma de alegoría de la vida humana.
Gracián cultivó la prosa didáctica en tratados de intención moral y de finalidad práctica, como El Héroe (1637), El Político don Fernando el Católico (1640) o El Discreto (1646). En ellos crea toda una serie que ejemplifica el varón modélico, prudente y sagaz, y las cualidades y virtudes que le deben adornar.
El Oráculo manual y arte de prudencia es un conjunto de trescientos aforismos para triunfar en el complejo mundo en crisis del siglo XVII. Ha conseguido un reciente éxito editorial, al vender una versión de este denso tratadito al inglés más de ciento cincuenta mil ejemplares, como manual de autoayuda para ejecutivos.
También escribió una retórica de la literatura barroca, que partía de los textos para replantear los tropos de la época, al no ajustarse ya a modelos consabidos. Es un tratado sobre el concepto, que define como «un acto del entendimiento que expresa la correspondencia que se halla entre los objetos». Es decir, concepto es toda asociación entre ideas u objetos. A su clasificación y disección dedica Gracián su Arte de ingenio, tratado de la agudeza (1642), ampliado y revisado en el posterior Agudeza y arte de ingenio (1648).
El estilo de Gracián es denso y polisémico. Está construido a partir de sentencias breves, que contienen abundantes juegos de palabras y asociaciones ingeniosas de conceptos. 
Su actitud ante la vida es desengañada, como corresponde a la decadencia de la sociedad española. El mundo se configura como un espacio hostil y lleno de engaños y apariencias, que imperan sobre la virtud y la verdad. El hombre es un ser interesado y malicioso. Muchos de sus libros son manuales de comportamiento que permitan al lector salir airoso pese a la malicia de sus semejantes. Para ello debe ser prudente y sabio, aprender de la experiencia vital y conocer las intenciones de los demás, hasta el punto de comportarse «a la ocasión» y «jugar del» disimulo. 
Gracián es reconocido como precursor del existencialismo. Influyó también en los moralistas franceses, como La Rochefoucauld, y en el siglo XIX en la filosofía de Schopenhauer.

## El teatro
Las representaciones teatrales de esta época se efectuaban en sitios abiertos, plazas o corrales fijos: los corrales de comedias. Comenzaban alrededor de las dos de la tarde y duraban hasta el anochecer. No había, por lo común, asientos y los espectadores permanecían de pie toda la representación. La nobleza ocupaba los balcones y ventanas de las casas que rodeaban la plaza o daban al corral, y las damas asistían al espectáculo con la cara cubierta con máscaras o tras las celosías.
La función comenzaba con la ejecución en guitarra de una pieza popular; en seguida se cantaban canciones acompañadas con diversos instrumentos. Venía luego, la loa, especie de explicación de los méritos de la obra y síntesis de su argumento. Daba comienzo la comedia u obra principal, y en los entreactos se ejecutaban bailes o se representaban entremeses. 
El escenario era un simple tablado y la decoración una cortina. Los cambios de escena eran anunciados por uno de los actores.
Escribía la comedia el poeta, bien pagado por el autor —actual director— a quien cedía todos los derechos sobre la obra representada o impresa para modificar el texto. Las obras duraban en cartel tres o cuatro días, o (con excepciones) quince para una comedia de éxito. 
Juan de la Cueva, en la segunda mitad del siglo XVI, introduce dos elementos de gran importancia para el auge de esta producción artística: la ética popular, que dio origen a las comedias de carácter histórico nacional, y la libertad de componer obras dramáticas teniendo en cuenta el gusto del público. Lope de Vega y Tirso de Molina llevaron a su plena realización estas características. 

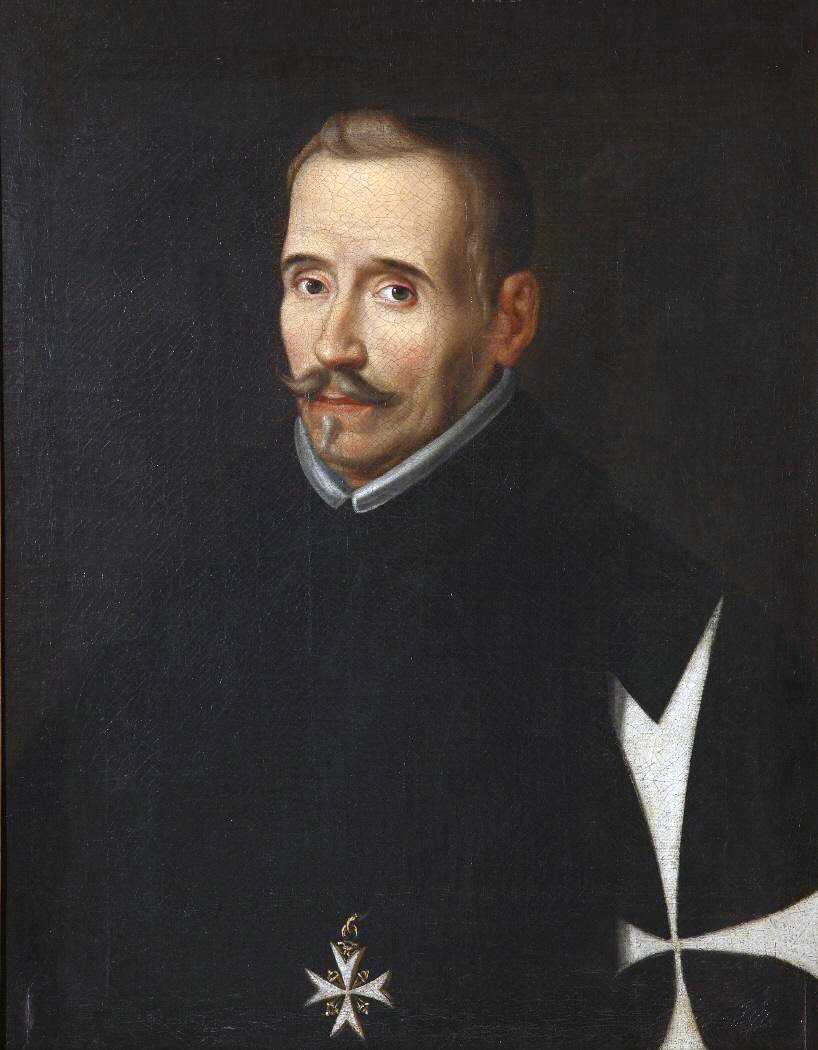
Lope de Vega.

A finales del siglo XVI crea Lope de Vega la comedia nacional: a una acción de tema amoroso se superpone otra histórica o legendaria, morisca, de cautivos, o religiosa. Concluía con un final feliz. Construida sobre tres jornadas, la redondilla o la décima se usan en diálogos, el romance en narraciones, el soneto en monólogos y el terceto en situaciones graves. 
De 1609 es el Arte nuevo de hacer comedias, defensa jocosa de su teatro. Muestra desprecio por la rígida interpretación que los preceptistas -sobre todo italianos- del Renacimiento habían hecho de las ideas aristotélicas sobre el teatro y propone como valores la naturalidad frente al artificio, la variedad frente a las unidades y el tomar en consideración el gusto del público. 
De entre su prolífica producción dramática destaca:
Peribáñez y el Comendador de Ocaña (1604-12) es una tragicomedia desarrollada en 1406, en Toledo: Peribáñez comprende que el Comendador de Ocaña le ha colmado de honores para acosar a su mujer. Tras matarlo gana el perdón real. 
Hacia 1614 compondría Lope una de sus mejores tragicomedias: Fuenteovejuna. Siguiendo la Crónica de las tres órdenes... (Toledo, 1572) de Francisco de Rades, muestra los abusos del Comendador Fernán Gómez de Guzmán sobre los vecinos de Fuenteovejuna y sobre Laurencia, recién casada con Frondoso. El asesinato del Comendador por el pueblo y el perdón de los Reyes Católicos ante la evidencia rematan su acción. Se ve en ella una sublevación popular ante el abuso del poder, pero solo refleja una injusticia puntual y subraya la sumisión al rey.
El mejor alcalde, el Rey vuelve sobre la dignidad campesina: Don Tello, soberbio noble, abusa de Elvira, prometida del campesino Sancho. Alfonso VII restaura su honra, casándola con don Tello, a quien ajusticia, para desposar a la ya noble viuda, con Sancho.
El caballero de Olmedo (h. 1620-25), tragedia de raíz celestinesca, basada en un cantar popular: Don Alonso muere a manos de don Rodrigo, celoso de perder a doña Inés.

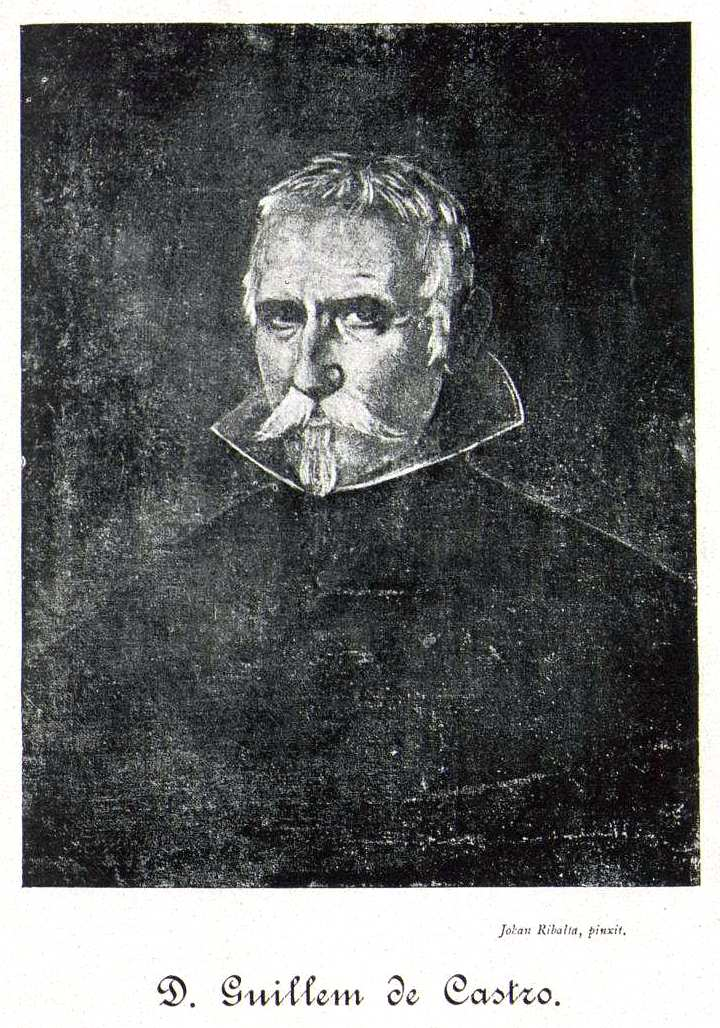
Guillén de Castro.

Guillén de Castro fue un dramaturgo español, considerado como el más importante de fines del siglo XVI y uno de los más señeros de la comedia nueva lopesca, desarrollada a partir de la irrupción en el teatro de Lope de Vega. Sus obras, en especial Las mocedades del Cid influenciaron a otros dramaturgos franceses posteriores.
La dramaturgia de Tirso de Molina, como la de Lope, cuenta con numerosas comedias de capa y espada. Un ingenioso argumento se da en Don Gil de las calzas verdes, que trata el motivo de la mujer vestida de hombre y los equívocos a que da lugar. Dentro de estas comedias de enredo se encuentra otro subgénero, el de las comedias palatinas o «de fábrica» (como las llamó Bances Candamo), de las que El vergonzoso en palacio se ha considerado como el modelo de todas las que se escribieron posteriormente en las que los personajes son de elevada condición social. Sin embargo Tirso también destacó en las comedias de asunto grave, como en las de santos: La dama del olivar y, sobre todo, El condenado por desconfiado. Se le ha atribuido tradicionalmente la creación del mito de Don Juan en El burlador de Sevilla en la que un distinguido noble altera el orden social deshonrando a las mujeres y es castigado por la estatua funeraria de una de sus víctimas, padre de una de las damas burladas, que lo mata y lo arrastra a los infiernos. Su teatro también destaca por la profundidad psicológica con que caracteriza a los personajes femeninos, que llegaron a ser protagonistas de sus obras.

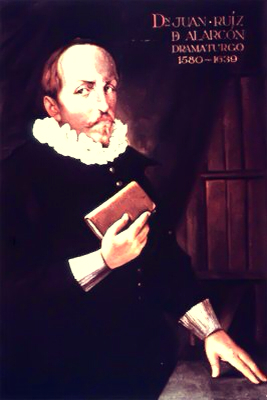
Juan Ruiz de Alarcón.

Cabe destacar la importancia de otros dramaturgos de alta categoría, tales como Juan Ruiz de Alarcón. Son sus obras maestras, La verdad sospechosa, que inspiró Le menteur de Pierre Corneille y El mentiroso de Goldoni, y Las paredes oyen. El examen de maridos tiene concomitancias con El mercader de Venecia de William Shakespeare, porque se inspiran ambas en una fuente común italiana.

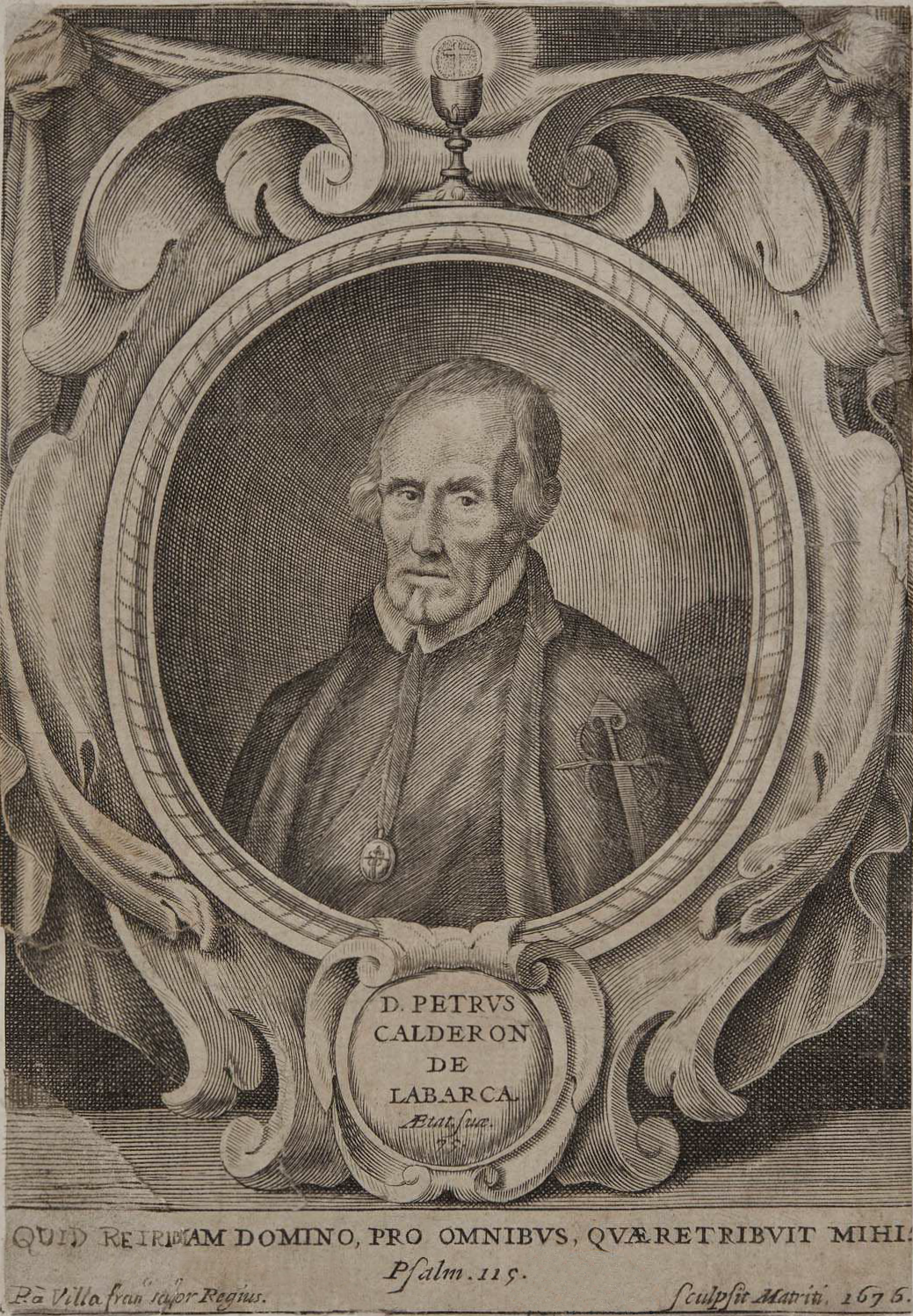
Retrato de Pedro Calderón de la Barca por Pedro de Villafranca, grabado calcográfico, Madrid, 1676 (Biblioteca Nacional, Madrid).

El otro gran dramaturgo del XVII fue Pedro Calderón de la Barca (1600-1681). Su obra más famosa es La vida es sueño (1635), drama filosófico que presenta a Segismundo, hijo del rey de Polonia, encadenado en una torre, por los fatídicos pronósticos de los astrólogos reales. Mientras, Rosaura reclama en la Corte su honor robado por el duque Astolfo. Este corteja a Estrella para ser rey. La agresividad de Segismundo estalla al liberarlo de su torre, adonde vuelve, encadenado, creyendo haber soñado su experiencia de libertad. Cuando un motín lo rescata otra vez, su albedrío vence las predicciones: domina su condición, casa a Rosaura con Astolfo y acepta la mano de Estrella. El orden queda establecido. El drama acaba con el final esperado para un público de mentalidad y cultura barroca. 
El garrote más bien dado pudo estrenarse en 1636 o 37. Se imprime en 1651. Desde 1683 recibe el título de El alcalde de Zalamea. Presenta la violación de Isabel, hija de Pedro Crespo, por el capitán Álvaro de Ataide. Nombrado alcalde Pedro Crespo, lo ajusticia. El rey escucha su defensa y le da la razón. Este drama costumbrista o de honor sigue el tema tan lopesco de la honra del villano.
Además de estas obras, Pedro Calderón de la Barca, ha contribuido a la literatura española con un gran número de autos sacramentales, de entre los que destaca El gran teatro del mundo.

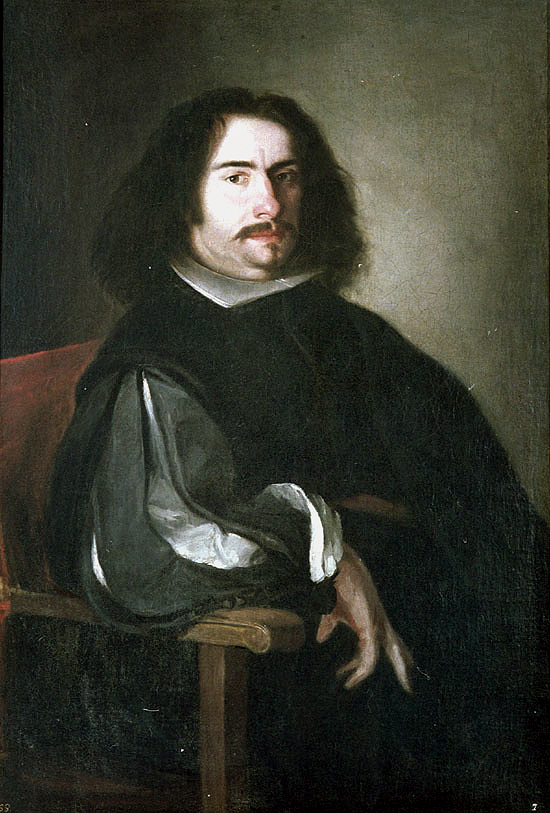
Agustín Moreto, de la escuela de Calderón.

Siguiendo el estilo de Calderón, un conjunto de autores teatrales continúan escribiendo en la segunda mitad del siglo. Se caracterizaron por un mayor rigor en la construcción dramática que los dramaturgos de la escuela lopesca, por un esfuerzo de simplificación de los argumentos y el número de personajes, y por el cuidado observado en el decoro poético. Muchas de sus obras refunden y mejoran las de Lope y su escuela dramática. En el estilo se advierte la asimilación de los recursos del culteranismo, principalmente a través del uso que para el teatro hizo de ellos Calderón. En general buscaron profundizar en la reflexión intelectual o moral en su producción, que a menudo planteaba dilemas morales, más que caracteres enfrentados. Escribieron muchas obras para los teatros de la corte, que influyó también en las que se representaban en los corrales de comedias.
Los autores más destacados de la escuela de Calderón fueron Agustín Moreto, con comedias precisas y de gran equilibrio estructural como El desdén con el desdén o El lindo don Diego, y Francisco Rojas Zorrilla, autor de ingeniosas comedias como Entre bobos anda el juego y dramas de gran hondura, tales Del rey abajo ninguno o Cada cual lo que le toca. También se adscriben a esta corriente dramática Cubillo de Aragón (Las muñecas de Marcela), Matos Fragoso (El marido de su madre), Antonio de Solís (Triunfos de amor y fortuna), Antonio Coello (El conde de Sex), Juan Bautista Diamante (El honrado de su padre) y Bances Candamo (Por su rey y por su dama), quien escribió en los últimos años del siglo XVII y teorizó sobre el teatro barroco español en su importante obra de crítica literaria Teatro de los teatros de los pasados y presentes siglos.